# Kostel Nanebevzetí Panny Marie (Neratov)
Kostel Nanebevzetí Panny Marie je barokní kostel z první třetiny 18. století, stojící nad vsí Neratov, která je částí obce Bartošovice v Orlických horách v okrese Rychnov nad Kněžnou. Na konci druhé světové války kostel vyhořel, jeho torzo poté chátralo. Po roce 2000 byl rekonstruován a osazen částečně prosklenou střechou (podobně jako Kaple sv. Anny v Horním Údolí v Jeseníkách). Kostel je od roku 1992 chráněn jako kulturní památka České republiky. Dne 14. srpna 2011 byl zařazen mezi poutní místa královéhradecké diecéze.

## Historie

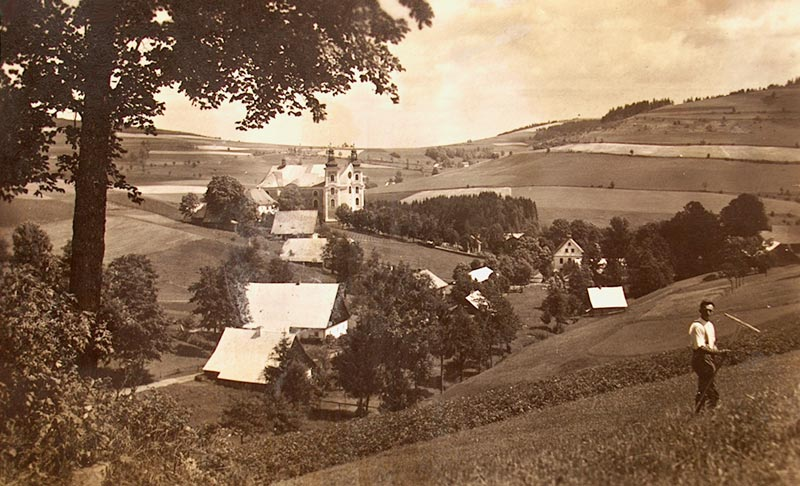
Neratov v Orlických horách, kostel Nanebevzetí Panny Marie. Dobová pohlednice, asi 1921

První dřevěný kostel byl v Neratově, ležícím tehdy na rokytnickém panství, postaven v souvislosti s příchodem prvních osadníků (skláři a lesní dělníci německé národnosti) někdy kolem poloviny 16. století.
V prvních letech 17. století byl tento kostelík z podnětu vrchnosti, majitele rokytnického panství Kryštofa Mauschwitze z Armenruh, rozšířen (k dokončení prací došlo kolem roku 1603) a byl pod luteránskou duchovní správou. Je totiž doloženo, že Kryštof Mauschwitz byl protestant, stoupenec Augsburské konfese, ke správě farností na svém panství povolával luterské duchovní a pro panství rovněž vydal luterský duchovní řád. Sám daroval neratovskému kostelu renesanční křtitelnici ozdobenou erby svých předků (dodnes dochována v neratovském chrámu) a šesticentový zvon (s reliéfem Kalvárie a erbem donátora), který dnes připomíná pouze písemná zpráva. Je pravděpodobné, že v této době musel mít kostel i zvonici, ve které byl zvon zavěšen.
V roce 1616 byl Kryštof Mauschwitz zavražděn vzbouřenými sedláky za okolností, které nebyly zcela objasněny. Některé prameny naznačují, že událost měla náboženský kontext. Po výměně vrchnosti došlo v souvislosti s vývojem českých zemí po porážce českého stavovského povstání k postupné rekatolizaci. Rokytnický farář tu tehdy nechal dle svého snu vyřezat sošku Panny Marie a Neratov se stal poutním místem.
Na počátku šedesátých let 17. století se ustanovila tradice mariánského poutního místa. Následně v letech 1667–1668 byl na místě původního dřevěného kostelíka postaven nákladem převážně okolních, kladských obcí nový, tentokrát již kamenný kostel. Do dnešních dob se z něj dochoval pouze presbytář, který tvoří současnou hřbitovní kapli.
Původní dřevěný kostelík pak v letech 1723–1733 nahradil nový barokní chrám Nanebevzetí Panny Marie. Jeho architekt není s určitostí znám, někdy se autorství připisuje Giovannimu Battisovi Alliprandimu. Základní kámen položil majitel panství, Jan Karel z Nostitz-Rienecku 14. srpna 1723, vysvěcení proběhlo na sv. Bartoloměje 24. srpna 1733.
Kostel na konci druhé světové války vyhořel, když byl zasažen protitankovou střelou vypálenou vojákem Rudé armády. Požárem byla zničena střecha, dřevěné schodiště, hodinový stroj a zvon. Již krátce po požáru se započalo s opravami, byla vztyčena i kompletní nová střecha, ale zřejmě jen s provizorní krytinou. Další průběh oprav, zvláště po odsunu původního obyvatelstva, se potýkal s nepřízní komunistického režimu a roku 1956 byly práce zcela zastaveny. Dočasná střecha přestávala plnit svou funkci, koncem roku 1957 se zřítily promáčené klenby a roku 1960 byl kostel poprvé navržen na demolici, ke které nedošlo. V zimě 1966/67 se propadla i samotná konstrukce „nové“ střechy, roku 1973 byl kostel opět navržen k demolici, ale té nepřímo zabránil požadavek památkářů na přemístění cenného vstupního rokokového schodiště do parku zámku Skalka v Podbřezí a úřady odmítly uvolnit peníze na pozdější bourání i poté, co bylo schodiště ještě téhož roku opravdu rozebráno a odvezeno na Skalku.
Po roce 1989 vstoupil kostel v Neratově do nové fáze své historie.
První úsilí bylo vynaloženo na zachování zdiva těžce poškozeného poryvy větru, deštěm, sněhem a mrazem. Nový rokytnický farář, otec Josef Suchár, přišel  s myšlenkou obnovy poutního místa, obce Neratov, a také kostela Nanebevzetí Panny Marie. Začala se formovat nová neratovská tradice. 15. srpna 1990 se zde konala první pouť, ještě na louce před kostelem, a o rok později, v čerstvě vyklizeném a zameteném kostele, avšak stále ještě pod širým nebem, pod nebeskou klenbou. V červnu 1992 byl kostel zapsán na seznam kulturních památek. Zastřešen byl v roce 2006 částečně prosklenou střechou podle návrhu Jiřího Starého a Petra Dostála.
Hlavní neratovská pouť se koná na svátek Nanebevzetí Panny Marie 15. srpna s doprovodným kulturním programem a oslavy dalších mariánských svátků, ale také noční mše s pochodněmi na Boží hod vánoční, na Nový rok a na Bílou sobotu.
Zámek Skalka i s parkem, ve kterém bylo umístěno barokní schodiště kostela, byl počátkem 90. let navrácen restituentům. Ti později zámek a park prodali majitelům firmy Proteco, kteří se vrácení schodiště bránili. Stát jako původní vlastník schodiště a neratovský farář Josef Suchár vedli proti majitelům zámku soudní spor. Rychnovský okresní soud nejdříve přiřkl tuto památku státu, krajský soud se však ztotožnil s názorem odpůrců, podle nichž se neratovské schodiště stalo součástí pozemku v Podbřezí, protože bylo umístěno na betonový podklad. Právní zástupci státu se odvolali, a spor tak řešil Nejvyšší soud. Ten nakonec rozhodl, že noví majitelé zámku schodiště vracet nemusí, protože je zabetonované. „Z čehož plyne poučení, že jestliže chcete něco ukrást, tak to ukradněte, zabetonujte a nemusíte to vracet,“ komentoval rozsudek neratovský farář Josef Suchár.
V rámci Programu záchrany architektonického dědictví 1995–2014 bylo na opravu kostela čerpáno 7 495 000 Kč.
| rok    | 2002  | 2003  | 2004  | 2005  | 2008  | 2009 | 2010 | 2011 |
| ------ | ----- | ----- | ----- | ----- | ----- | ---- | ---- | ---- |
| částka | 1 000 | 1 000 | 1 500 | 1 200 | 1 000 | 600  | 420  | 775  |

## Popis
Kostel je dlouhý 48 m, široký 19 m a výška činí 18 až 20 metrů. Průčelí se otevírá na jih, kněžiště pak směřuje na sever (severo-jižní umístění). Dle starých kronik toto umístění způsobovalo, že na Boží hod vánoční dopadaly paprsky slunce rovnou na svatostánek.
Zvony v Neratově jsou zasvěceny svatým archandělům Gabrielovi (poslu dobrých zpráv) a Michaelovi.

## Galerie

Exteriér
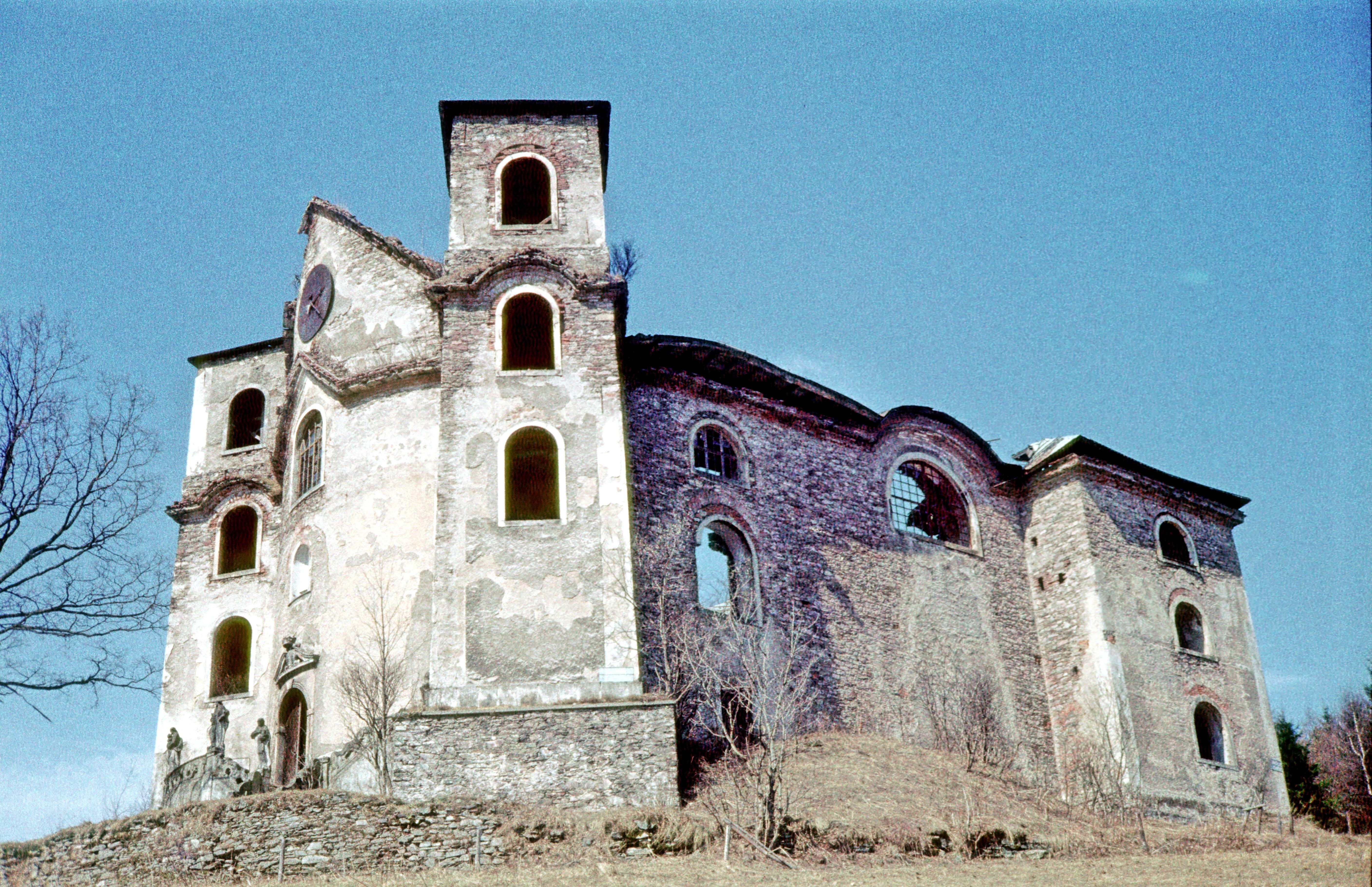
Torzo kostela (70. léta)
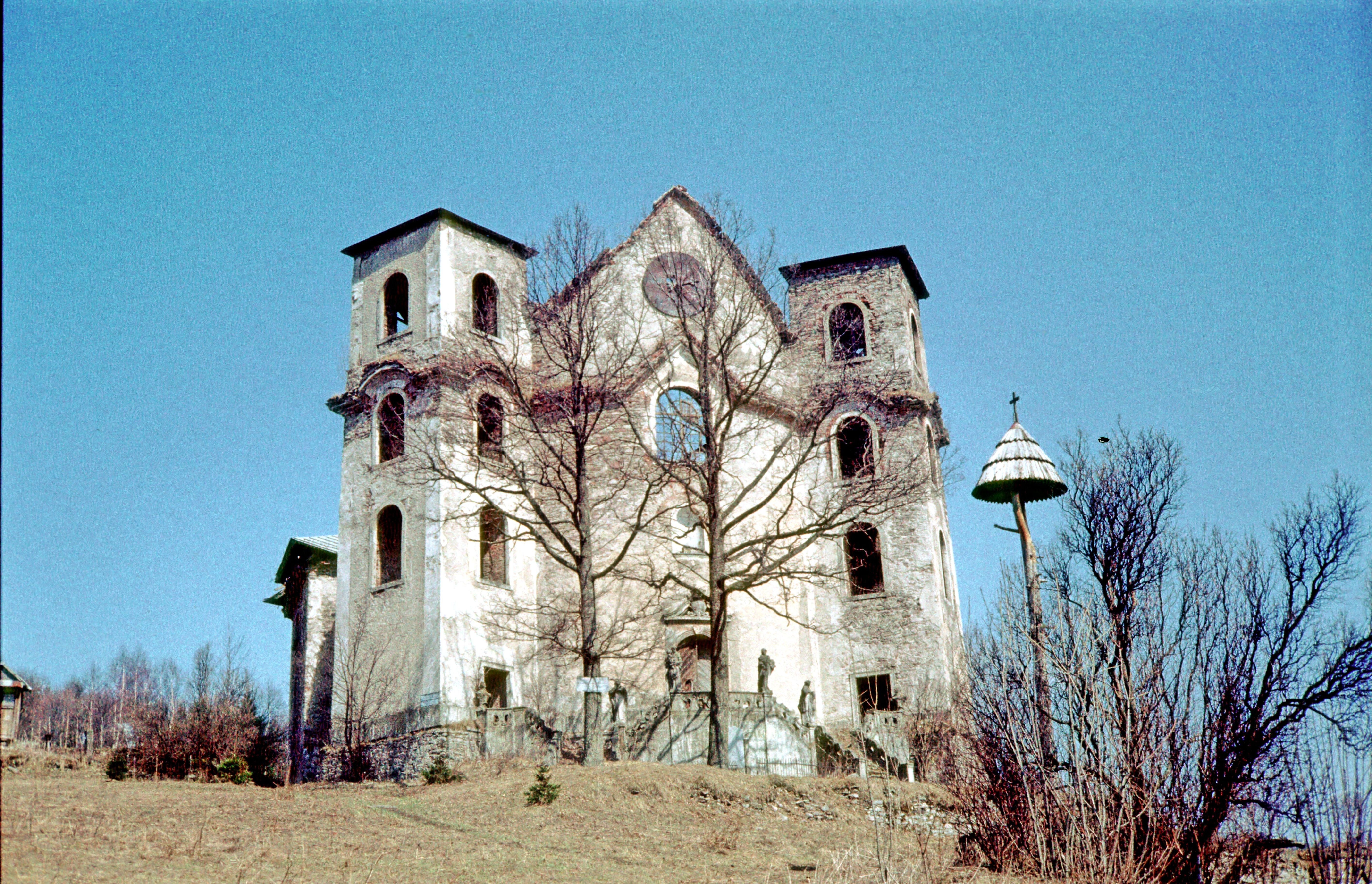
Průčelí s původním rokokovým schodištěm (70. léta)
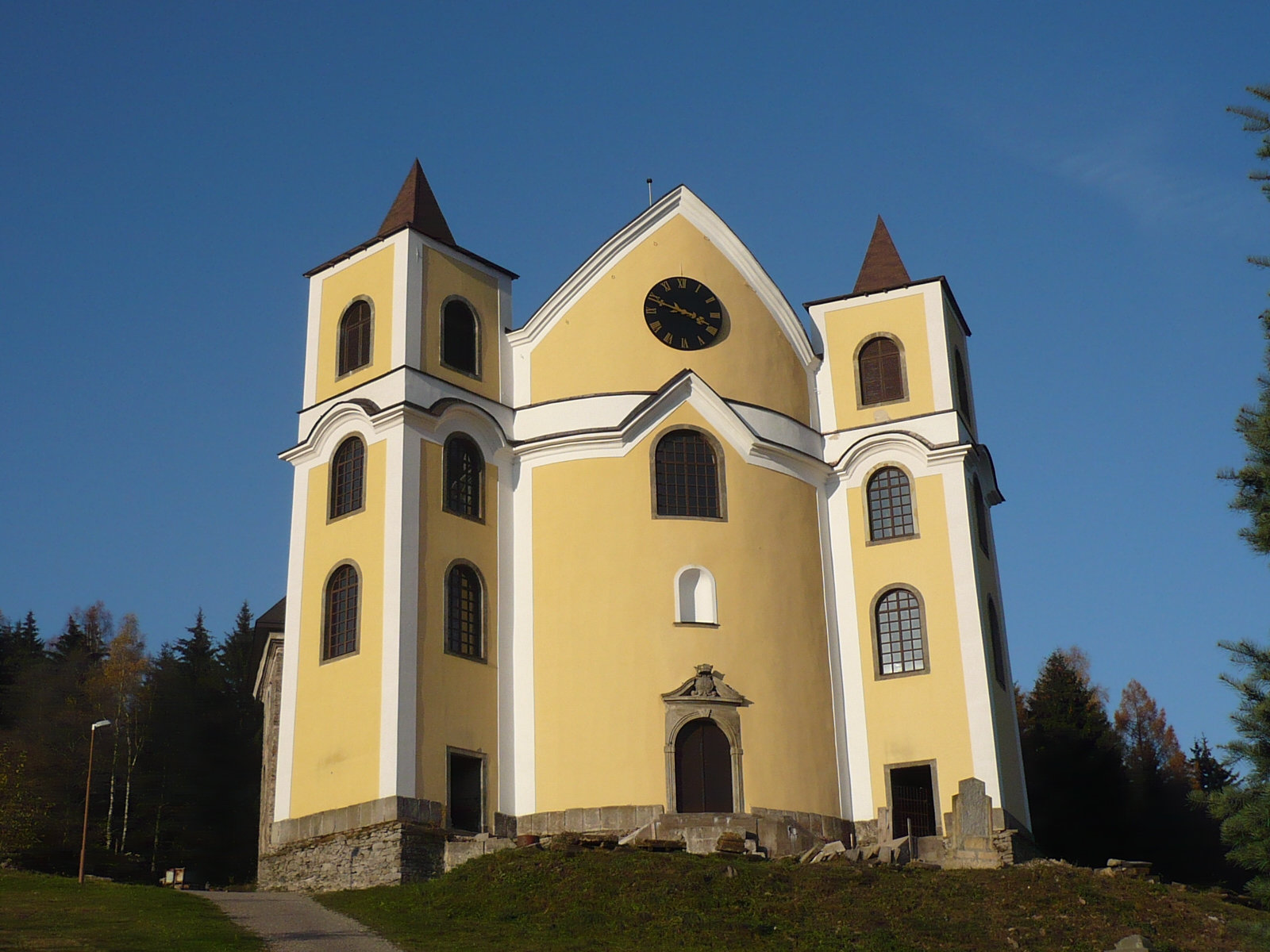
Průčelí (2009)
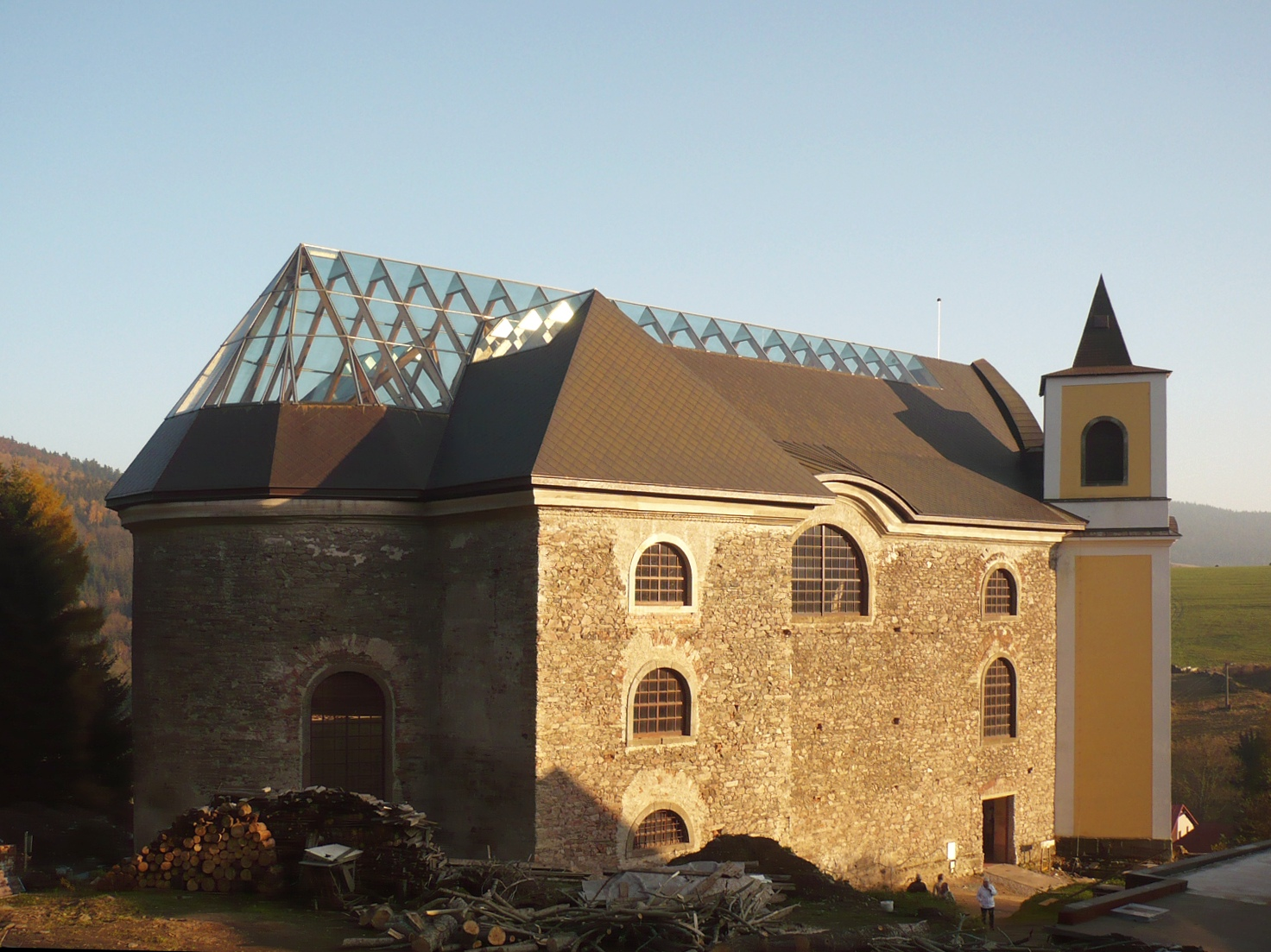
Kostel od severozápadu (2009)
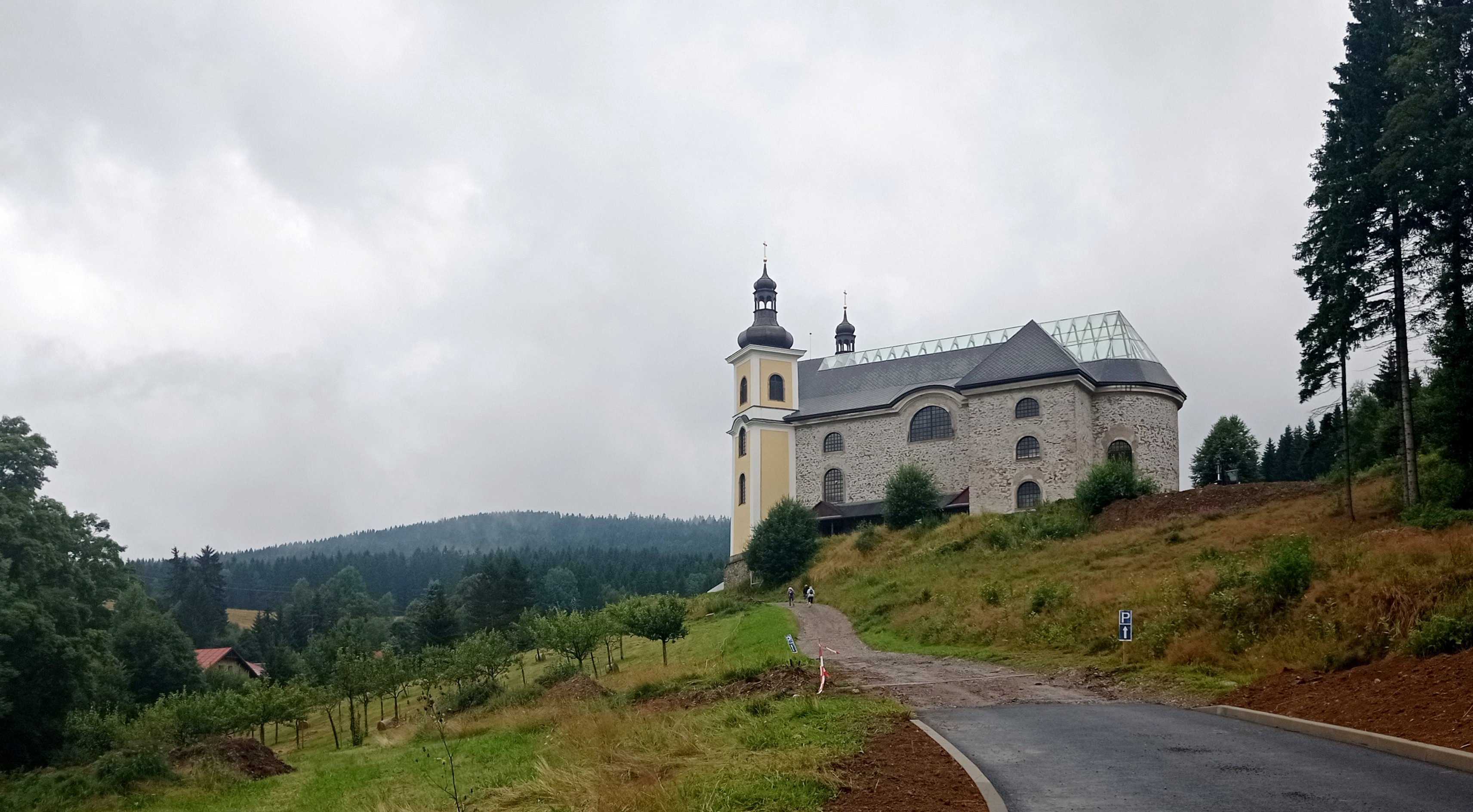
Kostel od východu (2021)
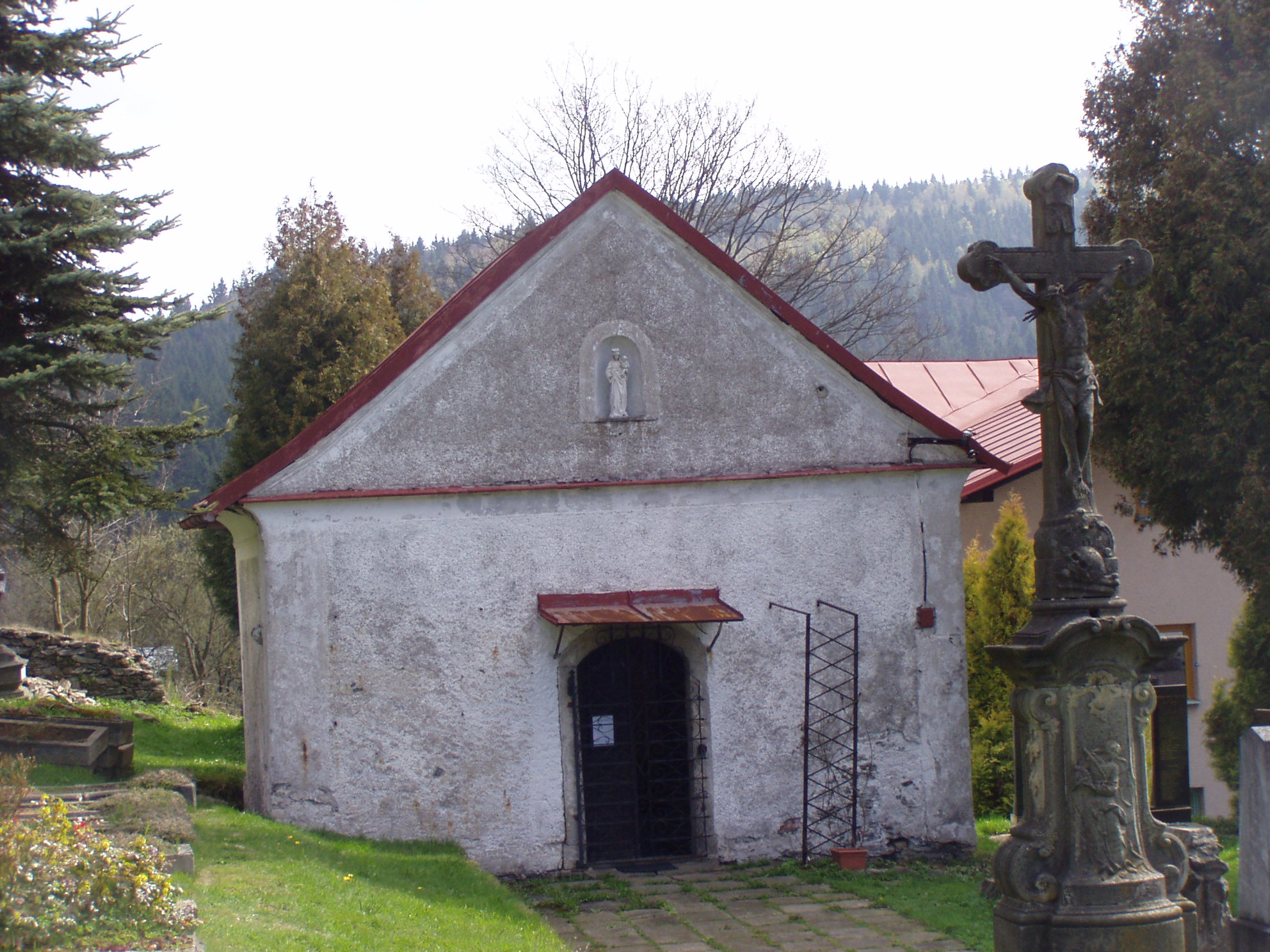
Zbytky původního kostela – dnes hřbitovní kaple (2014)

Interiér
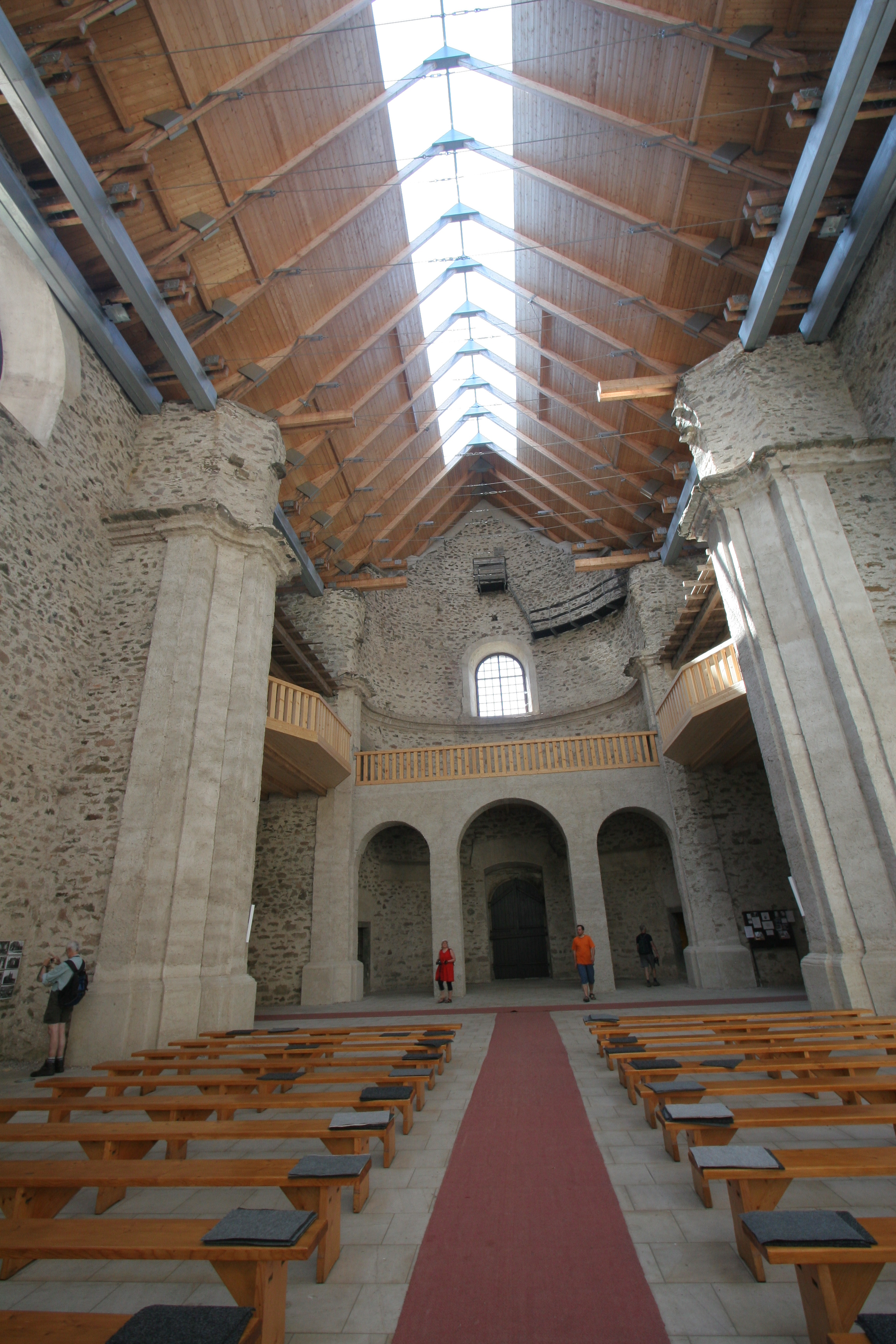
Loď kostela (2011)
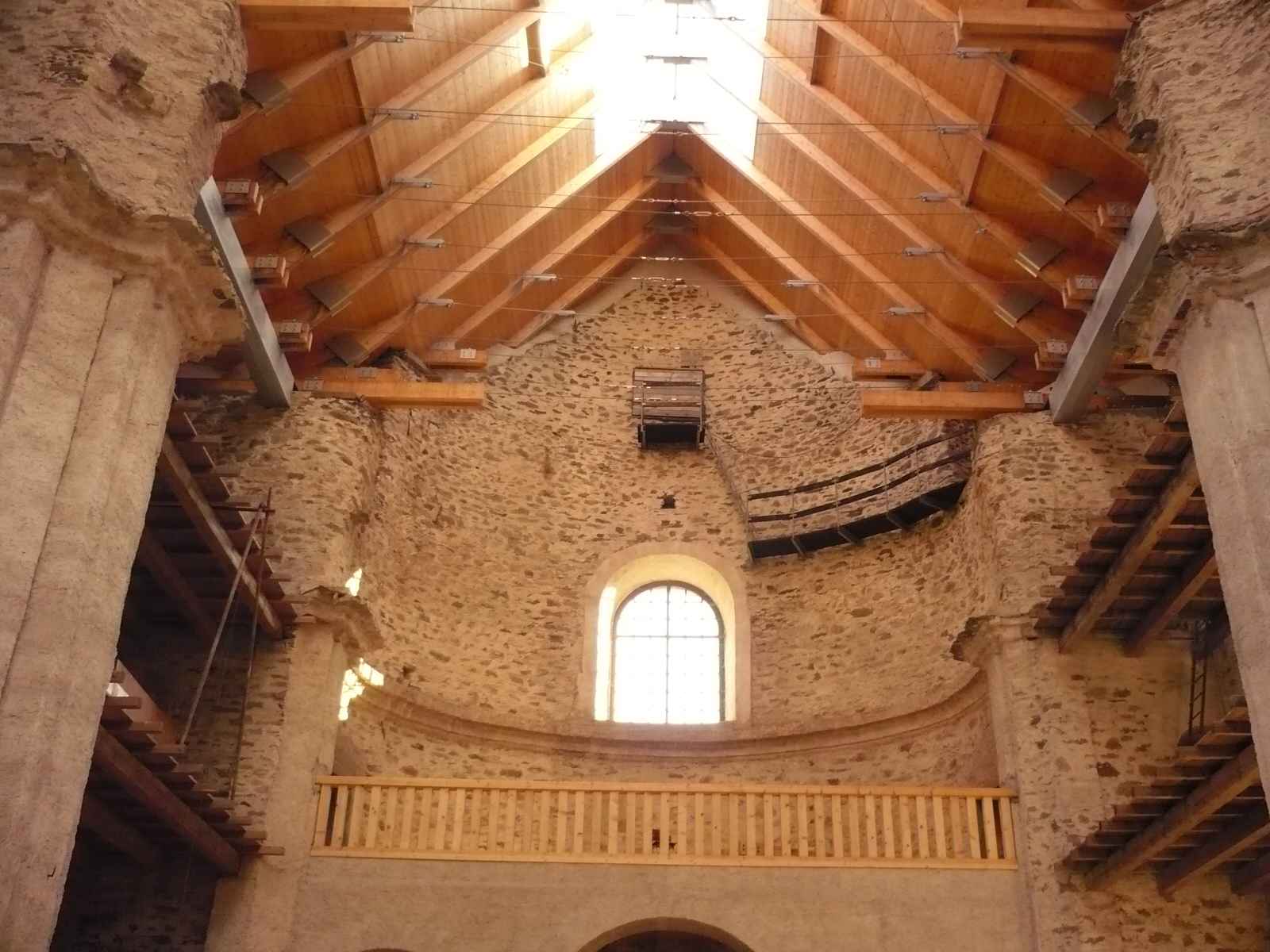
Kruchta (2009)
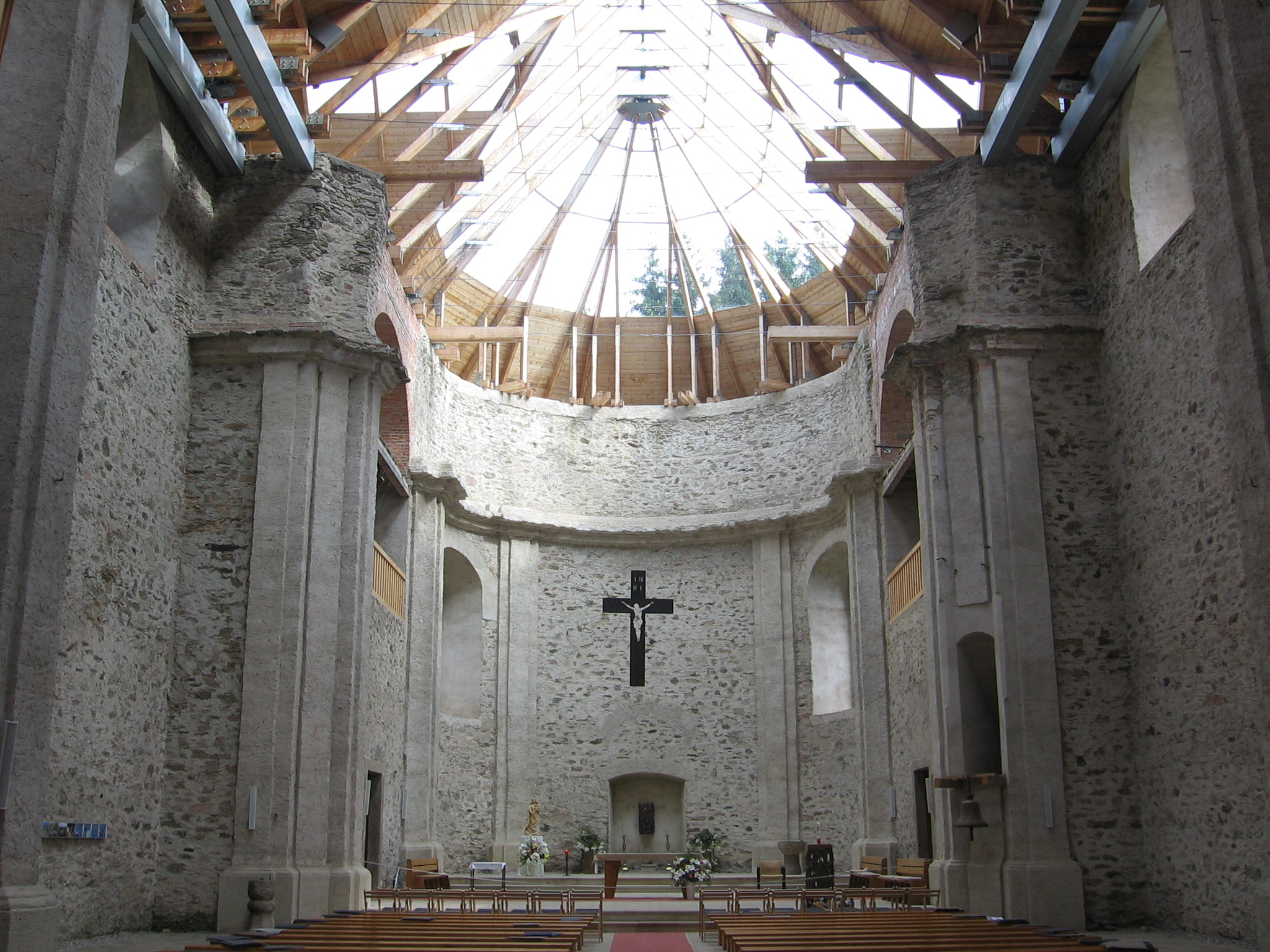
Kněžiště (2014)
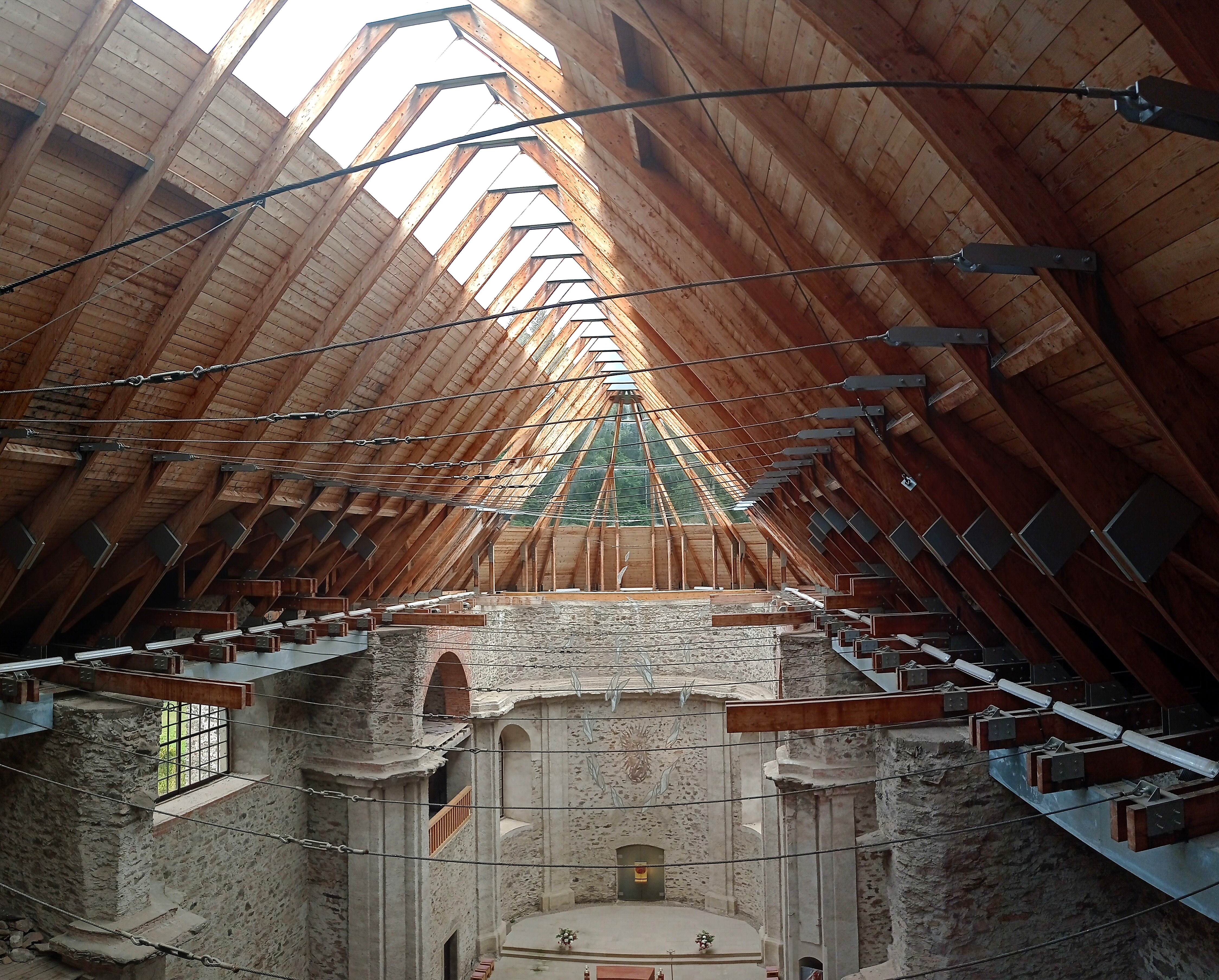
Krov a kněžiště (2021)
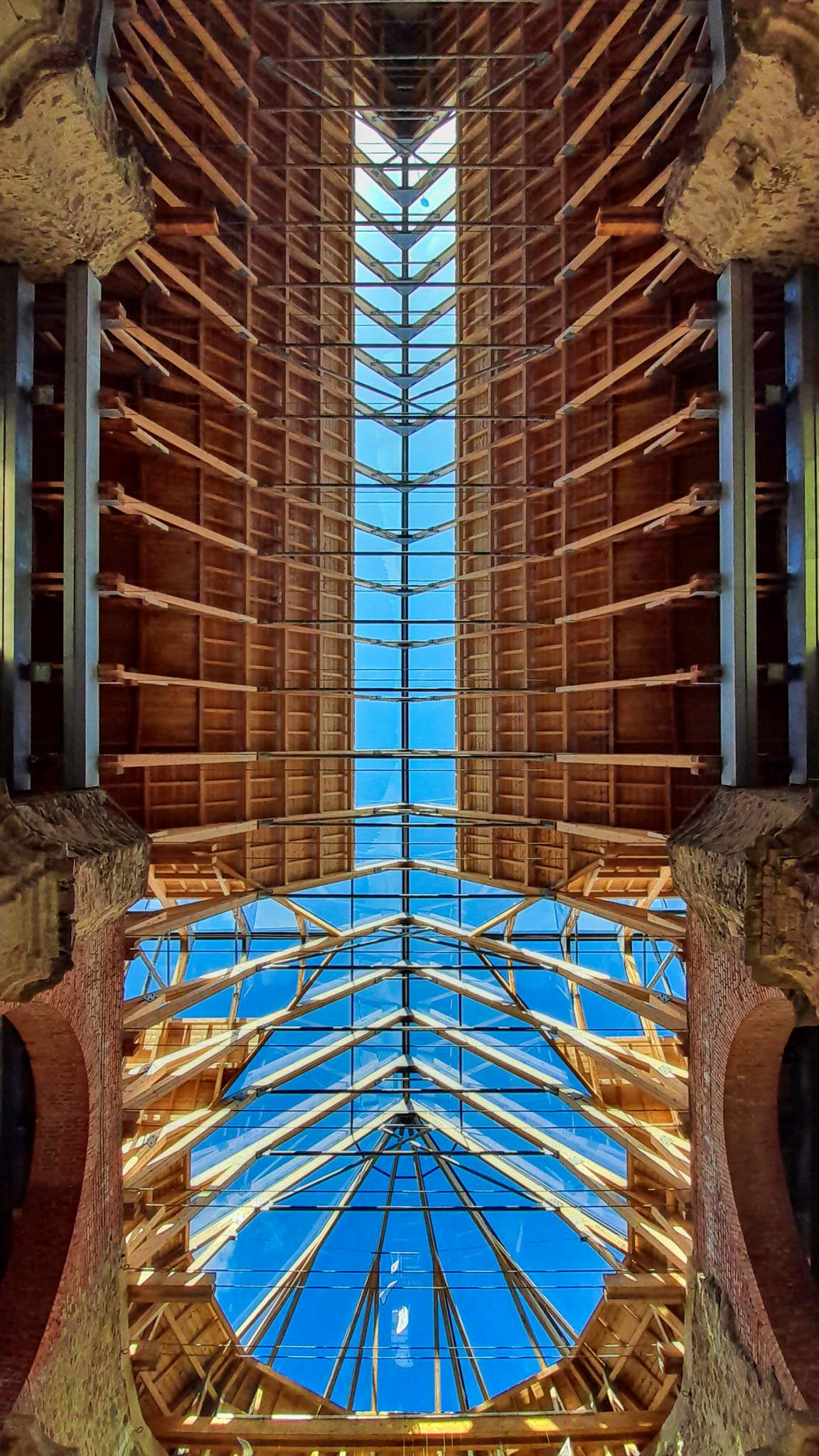
Prosklená střecha (2023)
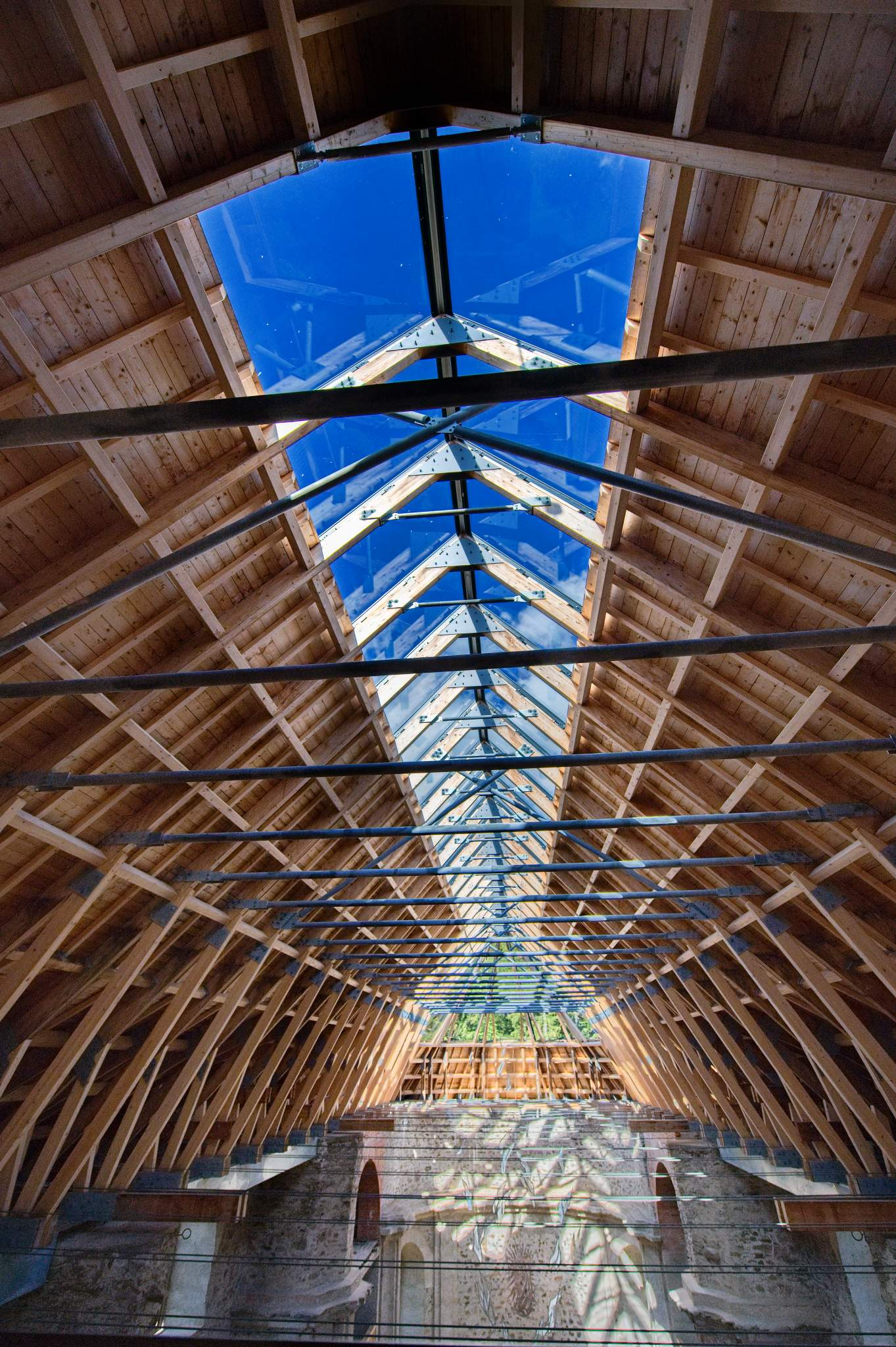
Konstrukce střechy (2023)
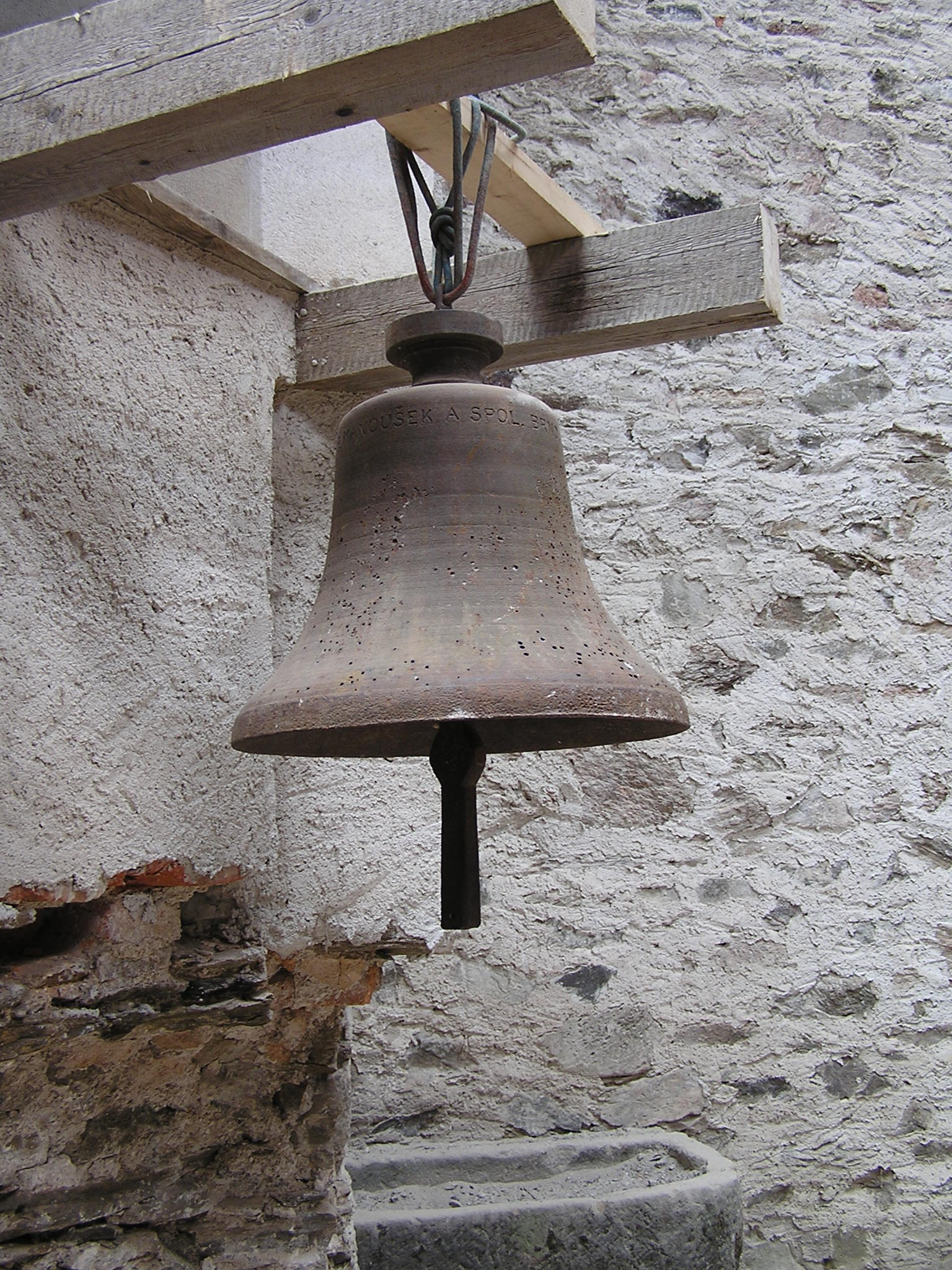
Zvon (2007)